# Dermestes caninus
Dermestes caninus là một loài bọ cánh cứng trong họ Dermestidae. Loài này được Germar miêu tả khoa học năm 1824.